# Кабудмехр
Кабудмехр (перс. كبودمهر) — село в Ірані, у дегестані Кухестані-є-Талеш, у Центральному бахші, шагрестані Талеш остану Ґілян. За даними перепису 2006 року, його населення становило 51 особу, що проживали у складі 13 сімей.

## Клімат
Середня річна температура становить 6,16 °C, середня максимальна – 22,66 °C, а середня мінімальна – -11,58 °C. Середня річна кількість опадів – 361 мм.
| Клімат поселення                              | Клімат поселення | Клімат поселення | Клімат поселення | Клімат поселення | Клімат поселення | Клімат поселення | Клімат поселення | Клімат поселення | Клімат поселення | Клімат поселення | Клімат поселення | Клімат поселення | Клімат поселення |
| Показник                                      | Січ.             | Лют.             | Бер.             | Квіт.            | Трав.            | Черв.            | Лип.             | Серп.            | Вер.             | Жовт.            | Лист.            | Груд.            |                  |
| Середній максимум, °C                         | 0,30             | 0,32             | 4,32             | 11,65            | 16,16            | 19,94            | 22,66            | 22,35            | 18,40            | 13,72            | 7,88             | 2,20             |                  |
| Середня температура, °C                       | −5,64            | −5,61            | −1,6             | 5,72             | 10,22            | 14,00            | 17,59            | 17,28            | 13,34            | 8,64             | 2,82             | −2,88            |                  |
| Середній мінімум, °C                          | −11,58           | −11,56           | −7,54            | −0,22            | 4,28             | 8,07             | 12,52            | 12,21            | 8,26             | 3,57             | −2,24            | −7,94            |                  |
| Норма опадів, мм                              | 27               | 30               | 47               | 55               | 54               | 22               | 15               | 12               | 17               | 32               | 26               | 24               |                  |
| Середньомісячна швидкість вітру, м/с          | 2.20             | 2.72             | 2.75             | 2.90             | 2.31             | 2.30             | 2.38             | 2.28             | 2.04             | 2.03             | 2.48             | 2.21             |                  |
| Середньомісячна сонячна радіація, кДж/м²·день | 7300             | 9993             | 12321            | 16236            | 20203            | 23957            | 24512            | 21133            | 18173            | 12652            | 8848             | 6922             |                  |
| --------------------------------------------- | ---------------- | ---------------- | ---------------- | ---------------- | ---------------- | ---------------- | ---------------- | ---------------- | ---------------- | ---------------- | ---------------- | ---------------- | ---------------- |
| Джерело:                                      |                  |                  |                  |                  |                  |                  |                  |                  |                  |                  |                  |                  |                  |